# Chullora
Chullora est un quartier de la banlieue de Sydney se situant dans la zone d'administration locale de la Ville de Bankstown, en Nouvelle-Galles du Sud (Australie).
Chullora se trouve à environ 15 kilomètres à l'ouest du Central business district de Sydney. Elle est cernée, au nord par Lidcombe, au sud par Bankstown, à l'est par Greenacre et à l'ouest par Potts Hill.